# 33582 Tiashajoardar
1999 JJ36 (asteroide 33582) é um asteroide da cintura principal. Possui uma excentricidade de 0.05223710 e uma inclinação de 7.71656º.
Este asteroide foi descoberto no dia 10 de maio de 1999 por LINEAR em Socorro.